# Guantánamo (club de fútbol)
El Guantánamo es un club de fútbol cubano radicado en la provincia de Guantánamo, en la capital de Guantánamo. Actualmente juega en el Campeonato Nacional de Fútbol de Cuba la primera división del país.

## Historia
Temporada 2011
Logró una campaña regular en la temporada 2011, quedando cuarto en la tabla anual, pero lo suficiente como para meterse en los play offs, donde en la semifinal se enfrentó al FC Camagüey, empatando en la ida como local con un resultado de 2-2, y ganando en la vuelta como visitante, con un resultado de 3-4. En la final se encontraría con el FC Villa Clara, perdiendo en la ida como visitante con un resultado de 2-0, y perdiendo la vuelta como local con un resultado de 0-1, consagrándose campeón el FC Villa Clara.

## Jugadores
Jugadores notables
- Alexei Zuasnábar[8]

## Entrenadores
- Roger Gómez (2005)[9]
- Manuel Portuondo (2019)[10]
- Lorenzo Mambrini (febrero de 2023–presente)[2]